# Adam Camél
Bo Adam Camél (tidigare Kamél), född 1 juni 1970 i Skellefteå Sankt Olovs församling i Västerbottens län, är en svensk militär.

## Biografi
Camél avlade marinofficersexamen vid Marinens krigshögskola 1994 och utnämndes samma år till fänrik vid Vaxholms kustartilleriregemente, där han befordrades till löjtnant 1997. Som överstelöjtnant var han chef för den svenska kontingenten i United Nations Multidimensional Integrated Stabilization Mission in Mali från juni till december 2018. Han befordrades till överste 2022 och är sedan den 14 januari 2022 chef för Stockholms amfibieregemente.